# パロディAV
パロディAVは、アニメ・映画などの作品のタイトルやその内容を卑猥な表現でパロディ化して制作されたアダルトビデオのことである。

## 歴史
1988年には映画『アンタッチャブル (映画)』をパロディ化した『アンタッしゃぶる』（アリスJAPAN）、1989年には『となりのトトロ』をパロディ化した『となりのドロドロ』（アートビデオ）、1990年には『バック・トゥ・ザ・フューチャー PART3』の公開に合わせ『バック・とFUCK トゥ・ザ ティーチャー』（h.m.p）、2000年には『GTO』をパロディ化した『G.B.O（グレート・爆乳・オーマイガ！）』（V&R）、2003年には『千と千尋の神隠し』をパロディ化した『チラッと千夏の貝隠し』（シャイ）、2008年には『涼宮ハルヒの憂鬱』をパロディ化した『涼宮ハヒルの憂鬱』（TMA）、2012年には『家政婦のミタ』をパロディ化した『家政婦の股』（プレミアム）が発売されるなど、昭和末期から現在に至るまで数多くのパロディAVが生み出されている。
2019年には、社会現象を巻き起こした『鬼滅の刃』を元にした『鬼詰のオメコ』がTMAから発売され、大きな話題を呼んだ。
海外でもパロディポルノ作品が多く製作されており、2010年代以降はコンマビジョンが海外販売権を得てBOOB CITYレーベルから販売・流通している。原題はパロディ元のタイトルに『～XXX PORN PARODY』などを付記したものが大半であり、『オッパイダーマン』、『ハメンジャーズ』等に代表される駄洒落風タイトルは日本独自のものである。

## 問題点
2013年にドラマ『SPEC〜警視庁公安部公安第五課 未詳事件特別対策係事件簿〜』のパロディとして『SPEX（スペックス）～未確認性行為特別対策係事件簿』がパラダイステレビで放送されることが発表されると、それを知ったプロデューサーの植田博樹が激怒。これにより公式サイトとツイッターアカウントが削除されると、今度は植田に批判が集り、大きな騒ぎとなった。